# Sayaka Isoyama
Sayaka Isoyama (磯山 さやか Isoyama Sayaka?) (nascută la 23 octombrie 1983, în Mito, Ibaraki, Japonia) este un fotomodel, actriță și o animatoare care este reprezentată de agenția de talente, Hori Agency. Ea este poreclită Isotchi (いそっち?) (いそっち). A crescut în Hokota, Kashima District, Ibaraki.